# Hide and Seek
Hide and Seek is een thriller/mysteryfilm uit 2005 onder regie van John Polson. Dakota Fanning kreeg hiervoor een MTV Movie Award in de categorie 'beste angstige rol'. Daarnaast werd de film genomineerd voor een Golden Trailer in de categorie horror.

## Verhaal
Nadat hij zijn vrouw Alison (Amy Irving) met doorgesneden polsen gevonden heeft in de badkuip, verhuist David Callaway (Robert De Niro) met hun dochtertje Emily (Dakota Fanning) naar een afgelegen huis aan een bosrand. Daar wil hij haar helpen over de dood van haar moeder heen te komen en de levensdraad weer op te pikken. Emily keert zich niettemin steeds meer in zichzelf en lijkt steeds vreemdere gewoontes te ontwikkelen. Zijzelf legt alle schuld daarvoor niettemin bij Charlie, naar Davids idee een onschuldig ingebeeld vriendje. De gevolgen van Charlies acties worden echter steeds macaberder en hoezeer David ook aandringt bij Emily, ze blijft volhouden dat Charlie niet denkbeeldig is. Uiteindelijk blijkt dat Charlie inderdaad niet denkbeeldig is, maar David zélf schijnt te zijn. In een grot probeert David haar te vermoorden, dit lukt niet. In de slotscène tekent Emily zichzelf met twee hoofden, waarmee gesuggereerd wordt dat ook zij nu twee persoonlijkheden heeft.

## Rolverdeling
| Acteur         | Personage       |
| -------------- | --------------- |
| Robert De Niro | David Callaway  |
| Dakota Fanning | Emily Callaway  |
| Famke Janssen  | Katherine       |
| Elisabeth Shue | Elizabeth       |
| Amy Irving     | Alison Callaway |
| Melissa Leo    | Laura           |